# فرودگاه آنگلهولم-هلسینگبورگ
فرودگاه آنگلهولم-هلسینگبورگ (به انگلیسی: Ängelholm-Helsingborg Airport) (به زبان بومی: Ängelholm-Helsingborg flygplats) یک فرودگاه همگانی مسافربری با کد یاتا AGH است که یک باند فرود آسفالت دارد و طول باند آن ۱۹۴۵ متر است. این فرودگاه در کشور سوئد قرار دارد و در ارتفاع ۲۱ متری از سطح دریا واقع شده است.

## شرکت‌های هواپیمایی و مقصدهای پروازی
| شرکت‌های هواپیمایی                | مقصدهای پروازی                                |
| -------------------------------- | --------------------------------------------- |
| BRA Braathens Regional Airlines  | استکهلم-بروما فصلی: مورا-سیلیان، ویزبه        |
| کرندون ایرلاینز                  | چارتر فصلی: آنتالیا                           |
| پریمرا ایر                       | چارتر فصلی: کریستیانو رونالدو، ژان پائولو دوم |
| هواپیمایی اسکاندیناوی            | استکهلم-آرلاندا فصلی: آره اوستشوند            |
| اسکنجت                           | چارتر فصلی: کاتانیا-فونتاناروسا, رییکا        |
| Thomas Cook Airlines Scandinavia | چارتر فصلی: آنتالیا، میلاس-بودروم             |